# Пасхалева къща
Пасхалевата къща (на гръцки: Αρχοντικό Πασχάλη) е бивша възрожденска къща в град Костур, Гърция.
Къщата е била разположена на крайбрежната улица „Мегас Александрос“ в южната част на града, до Поптърповата къща. Сградата е имала три етажа, но е била малка по размери. По-късно къщата е разрушена.